# Koban (pièce de monnaie)
Ne doit pas être confondu avec Ōban (unité monétaire).
Pour les articles homonymes, voir Koban (homonymie).

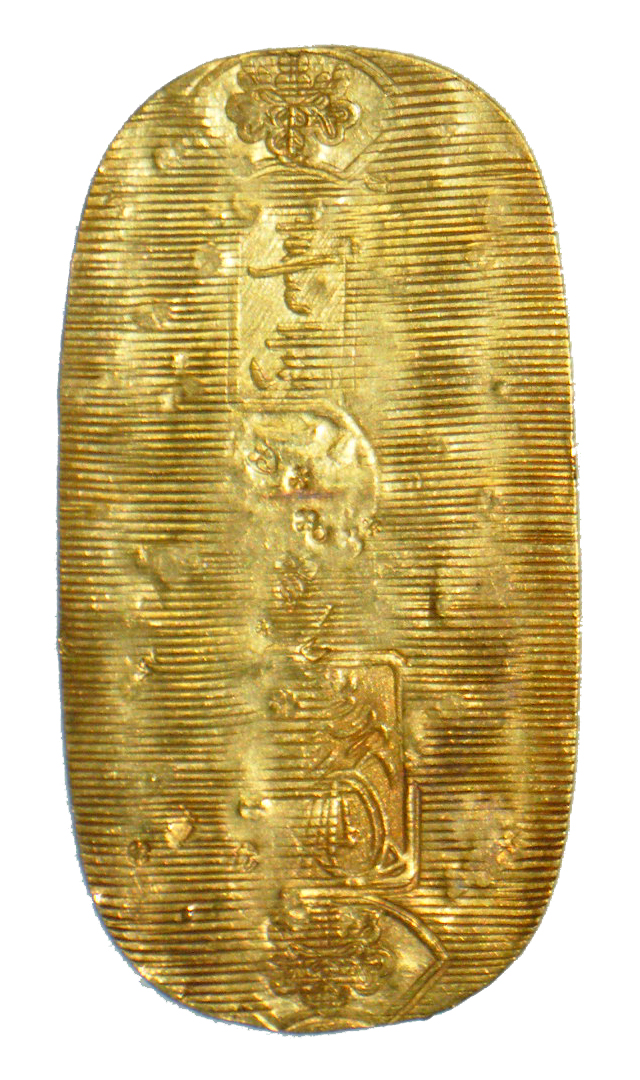
Koban

Le koban (小判) est une pièce d'or japonaise ovale de l'époque d'Edo du Japon féodal, équivalente à un ryō (両), autre ancienne unité monétaire japonaise. C'est un élément central du système monétaire du shogunat Tokugawa.
Le koban de l'ère Keichō, est une pièce qui contient environ un ryō d'or, de telle sorte que la valeur nominale du koban est de un ryō. Cependant, les émissions successives de koban ont des quantités d'or variables (généralement en diminution). En conséquence, le ryō comme unité de poids de l'or et le ryō en tant que valeur nominale du koban ne sont plus synonymes.

## Commerce extérieur
Avant le XIXe siècle, l’économie du Japon est essentiellement basée sur le riz. L'unité standard de mesure est le koku (石), quantité de riz nécessaire pour nourrir une personne pendant un an. Les agriculteurs effectuent leurs paiements d'impôts en riz, lequel fait finalement son chemin dans les coffres du gouvernement central. De même, les vassaux reçoivent annuellement un montant déterminé de koku de riz. Les Portugais, arrivés au Japon dans les années 1550, préfèrent cependant l'or au riz et le koban, qui est égal à trois koku de riz, devient la pièce de choix dans le commerce extérieur.

Évolution de la taille du koban au cours de la période du Tokugawa. De gauche à droite : koban de l'ère Keichō (1601-1695) ; ère Genroku (1695-1710) ; ère Hōei (1710-1714) ; ère Shōtoku (1714) ; ère Kyōhō (1714-1736) ; ère Genbun (1736-1818) ; ère Bunsei (1819-1828) ; ère Tenpō (1837-1858) ; ère Ansei (1859) et ère Man'en (1860-1867).

Certains seigneurs féodaux se mettent à frapper leurs propres koban, mais leur valeur est diminuée avec des alliages de différentes teneurs en or. Les autorités d'Edo édictent des réformes monétaires les unes après les autres, et à peu près toutes dévaluent plus encore le koban. Par ailleurs, des koban contrefaits se répandent après chaque réforme, avec une valeur légèrement inférieure à celle du koban nouvellement mis en circulation. À l'époque de la visite du commodore Matthew C. Perry en 1853, les koban de contrefaçon des époques précédentes sont préférés par les commerçants aux variantes les plus récentes. Les anciennes pièces de contrefaçon sont plus précieuses que les koban nouvellement frappés.
Avec la restauration de Meiji en 1868, une nouvelle série de pièces de monnaie est émise sur la base des systèmes de monnaies européennes et le koban est abandonné.

## Source de la traduction
- (en) Cet article est partiellement ou en totalité issu de l’article de Wikipédia en anglais intitulé « Koban (coin) » (voir la liste des auteurs).